# Chauncey Wright
Pour les articles homonymes, voir Wright.
Chauncey Wright, né le 10 septembre 1830 à Northampton et mort le 12 septembre 1875  à Cambridge (Massachusetts), est un philosophe et mathématicien américain du XIXe siècle.

## Biographie
Chauncey Wright fut le secrétaire de l'American Academy of Arts and Sciences de 1863 à 1870.
Il fut l'un des premiers défenseurs influents du darwinisme et eut une influence importante sur les pragmatiques américains tels que Charles Sanders Peirce et William James.